# Sniper Elite V2
Sniper Elite V2 ist ein Third-Person-Taktik-Shooter-Stealth-Videospiel, das von Rebellion Developments entwickelt und 2012 veröffentlicht wurde. Es ist die Fortsetzung seines Vorgängers Sniper Elite aus dem Jahr 2005, der im selben Zeitrahmen und an demselben Ort stattfindet – der Schlacht von Berlin im April bis Mai 1945 –, jedoch mit einer veränderten Erzählung. Die Geschichte des Spiels folgt einem Offizier des American Office of Strategic Services, der die am deutschen V-2-Raketenprogramm beteiligten Wissenschaftler erfassen oder eliminieren muss, während die Rote Armee einfällt. Ein Prequel namens Sniper Elite III wurde 2014 veröffentlicht. Eine remasterte Version für Microsoft Windows, Nintendo Switch, PlayStation 4 und Xbox One wurde am 14. Mai 2019 veröffentlicht.

## Spielprinzip
Sniper Elite V2 ist ein taktischer Third-Person-Shooter, bei dem die weniger direkte Herangehensweise an den Kampf im Vordergrund steht und der den Spieler als Scharfschütze dazu ermutigt, die Tarnung zu nutzen und Abstand zu feindlichen Soldaten zu halten. Viele der Einzelspieler-Level ermöglichen den Spielern mehrere Routen, einschließlich mehrstöckiger Gebäude und Seitenstraßen, um Aussichtspunkte zu erhalten und direkte Schießereien zu vermeiden. Der Spieler-Charakter spielt im Zweiten Weltkrieg und setzt die für diese Epoche geeigneten Waffen ein. Das Scharfschützengewehr ist die Hauptwaffe während des gesamten Spiels, doch sind zusätzliche Seitenwaffen erhältlich, darunter Maschinenpistolen und Pistolen, je nach Situation schallgedämpft oder nicht. Zusätzlich zu den Handgranaten kann der Spieler auch Stolperdraht-Sprengfallen, Landminen und Dynamit einsetzen. Mit dem Fernglas können Feinde im Sichtfeld markiert werden, um dem Spieler ihre Position und Bewegungen anzuzeigen. Bei der Verwendung des Scharfschützengewehrs können jedoch bestimmte Elemente das Ergebnis eines Schusses bestimmen, wobei die realistische Ballistik einschließlich Windrichtung und -stärke sowie der Geschossabfall, der den Schuss durch das Zielfernrohr möglicherweise verändert, berücksichtigt wird. Geschosse können von Oberflächen oder Zielen abprallen und andere treffen. In verschiedenen Körperhaltungen, wie z. B. in der Hocke oder im Liegen auf der Vorderseite, kann ein Schuss auch stabilisiert werden, jedoch hat der Spielercharakter auch die Fähigkeit, tief durchzuatmen, um einen Schuss weiter zu stabilisieren und aus seiner Perspektive die Zeit zu verlangsamen. Eine weitere Fähigkeit besteht darin, dass, wenn der Spielercharakter gesichtet wird, seine letzten Bewegungen und seine Position zum Feind als weiß umrandete Figur angezeigt werden, wodurch der Spieler möglicherweise aus diesem Bereich entkommen und weitere Entdeckung und Alarme vermeiden kann.
Ein Hauptmerkmal von V2 ist die „X-Ray Kill Cam“, bei der bei einem erfolgreichen und gekonnten Schuss die Kugel in Zeitlupe vom Scharfschützengewehr zum Ziel verfolgt wird, wo beim Auftreffen eine anatomisch korrekte Röntgenaufnahme des getroffenen Körperteils und der Schaden, den die Kugel an den Organen und Knochen verursacht, sichtbar wird. Sniping kann auch verwendet werden, um die Granaten des Feindes abzuschießen und eine Explosion auszulösen. Diese Methode kann auch gegen militärische Fahrzeuge eingesetzt werden, indem man auf Treibstofftanks und Ventile zielt. Das Spiel misst auch bemerkenswerte Schüsse, indem es kurz die Entfernung und andere Faktoren anzeigt, z. B. ob es ein Kopfschuss oder ein bewegtes Ziel war.

### Mehrspieler
V2 unterstützt Online-Multiplayer, bei dem Spieler in einer Reihe von Spielmodi kooperativ spielen. Kill Tally ist ein Modus, bei dem zwei Spieler immer zahlreichere und schwierigere Wellen von feindlichen Soldaten und Fahrzeugen in einer geschlossenen Umgebung mit einem unendlichen Vorrat an Munition und Sprengstoff abwehren. Die Spieler können zwar um höhere Abschusszahlen konkurrieren, aber beide müssen sich gegenseitig am Leben erhalten und zusammenarbeiten. Bombing Run ist ein missionsbasierter Modus, in dem Spieler die Umgebung durchsuchen müssen, um einen LKW zu reparieren, um zu entkommen, bevor das gesamte Gebiet bombardiert wird. Der dritte Modus ist Overwatch, bei dem zwei Spieler verschiedene Rollen übernehmen, um ein Ziel zu erreichen, wobei ein Spieler als Operator die Aufgabe hat, die besagten Ziele zu erreichen, bewaffnet mit Schusswaffen und Ferngläsern mit kurzer Reichweite, mit denen Feinde markiert werden können, für den zweiten Spieler, der die Rolle eines Scharfschützen übernimmt, der den Operator während des gesamten Spiels deckt. Zusätzlich zu diesen separaten Spielmodi können Missionen aus der Einzelspielerkampagne auch mit zwei Spielern gespielt werden. Die Wii-U-Version des Spiels verzichtet jedoch auf Mehrspieler-, Leaderboard- und Koop-Modus.

## Handlung
Die Hauptfigur ist Lieutenant Karl Fairburne (Tom Clarke-Hill), ein amerikanischer OSS-Offizier und ausgebildeter Scharfschütze, der 1945, in den letzten Tagen des Zweiten Weltkriegs, in Berlin eingesetzt wird. Es bezieht sich auf die Operation Paperclip und ihren Vorgänger Operation Overcast, den Plan der USA, die Wissenschaftler von Nazi-Deutschland zu rekrutieren. Fairburne trifft sowohl auf nationalsozialistische als auch auf sowjetische Gegner, als er Schlüsselpersonen verfolgt, die an der Entwicklung der ballistischen V-2-Rakete beteiligt sind.
Die Kampagne beginnt damit, dass Fairburne nach Berlin geschickt wird, um zunächst den deutschen Generalmajor Hans von Eisenberg zu ermorden, der zu den Sowjets überlaufen wollte. Kurz darauf erhält er den Auftrag, Dr. Gunther Kreidl, einen Nazi-Wissenschaftler, der im Konvoi aus der Stadt geführt wird, zu eliminieren. Nach einem Hinterhalt entkommt Fairburne mit den persönlichen Dokumenten des Doktors, die weitere Informationen über das V-2-Raketenprogramm und den Standort anderer Wissenschaftler enthüllen. Als einziger Amerikaner in der Region wird er auf der Suche nach einem anderen Wissenschaftler, Dr. Schwaiger, an den Stadtrand geschickt, um eine V-2-Produktionsanlage zu infiltrieren. Während der Wissenschaftler abwesend ist, erfährt Fairburne, dass er ursprünglich geplant hatte, in die Vereinigten Staaten überzulaufen, bevor er die Einrichtung sabotierte und entkam. Der US-Geheimdienst schickt ihn dann auf den Opernplatz, wo die Sowjets in voller Invasionskraft sind. Als die Sowjets und die Deutschen sich gegenseitig angreifen, schlüpft Fairburne vorbei und rettet Schwaiger vor der Hinrichtung durch Nazi-Offiziere, nachdem seine Pläne zum Überlaufen entdeckt wurden. Im folgenden Feuergefecht wird Schwaiger jedoch tödlich verwundet und in seinen letzten Worten heißt es, „Wolff hat einen Plan“ und das unbekannte Wort „Tabun“. Nach diesen Ereignissen verfolgt und eliminiert Fairburne weiterhin die verbliebenen Wissenschaftler und ermordet Dr. Müller in seinem Kommandoturm während einer Reihe von Bombenangriffen auf die Stadt.
Fairburne infiltriert und durchsucht das sowjetische Hauptquartier, ohne den Startplatz der V-2 zu lokalisieren. Dort findet er Dokumente, aus denen hervorgeht, dass Tabun eigentlich ein Nervengas ist, das von den V-2-Raketen mitgeführt werden soll. Als letzten Racheakt beabsichtigt der verbleibende Wissenschaftler Doktor Wolff, sie nach London zu schießen. Mit nur der Information, dass der Standort irgendwo außerhalb Berlins liegt, geht Fairburne zu Wolffs Büros innerhalb der Stadt, um weitere Informationen zu erhalten. Als er eintrifft, ist das Büro jedoch bereits zerstört, doch Fairburne findet ein zerrissenes Notebook und erfährt, dass Wolff kurz vor der Flucht von einem Flugplatz steht. Fairburne holt eine Karte mit den Einzelheiten der V-2-Lagereinrichtungen und macht sich daran, die Raketen zu zerstören, bevor sie gestartet werden können. Er kommt am Startplatz an und hat noch wenige Minuten bis zum Start. Nachdem er die Rakete zerstört hat und nur noch Wolff übrig ist, kehrt Fairburne zum Brandenburger Tor zurück, wo er wenige Tage zuvor von Eisenberg ermordet hatte. Fairburne klettert auf die Struktur und, als Wolff in einem Auto zu entkommen droht, schießt und tötet Fairburne Wolff, wodurch das Auto die Kontrolle verliert und umkippt. Fairburne bemerkt, dass der Zweite Weltkrieg vorbei ist, aber der Kalte Krieg gerade erst begonnen hat, in dem er als erster Soldat aufgetreten ist.

## Entwicklung
Im Jahr 2011 gab Rebellion bekannt, dass der Titel gemeinsam mit 505 Games veröffentlicht wird. Das Spiel, das im Mai 2012 veröffentlicht werden sollte, wurde als „reboot“ des ursprünglichen Sniper Elite und nicht als Fortsetzung beschrieben. Die erste Ankündigung bezog sich jedoch nur auf eine Veröffentlichung auf der Xbox 360 und PlayStation 3 ohne PC-Version. Nach einer starken Reaktion von PC-Benutzern kündigte Rebellion an, eine PC-Version selbst über Geschäfte und über den Online-Games-Download-Händler Steam zu veröffentlichen, die zeitgleich mit den Konsolenversionen veröffentlicht werden sollte. Am 5. Februar 2013 gab Rebellion bekannt, dass eine Version für die Wii U von Nintendo in Entwicklung ist.
Nach der ersten Veröffentlichung wurde am 12. Oktober 2012 eine zweite Einzelhandelsversion des Spiels für den PC veröffentlicht, die „High Command Edition“. Diese Version enthielt eine aktualisierte Version des ursprünglichen V2-Spiels, den vorherigen Vorbestellungsbonus „Assassinate the Führer“, neue Multiplayer-Karten und Modus-Updates sowie eine bisher unveröffentlichte neue Einzelspieler-Mission und Waffen. Viele der Funktionen wurden später separat online veröffentlicht. Die PC-Version wurde am 15. März 2013 im Rahmen der „Collector's Edition“ zum dritten Mal veröffentlicht, diesmal einschließlich des Originalspiels, aller bis zu diesem Datum veröffentlichten herunterladbaren Inhalte (sowohl im Einzel- als auch im Mehrspielermodus), eine Audio-Soundtrack, Art-Book und das ursprüngliche Sniper-Elite-Spiel. Im selben Monat wurden die PS3- und 360-Konsolenversionen als „Game of the Year Edition“ in Europa und als „Silver Star Edition“ in Nordamerika erneut veröffentlicht, die nur die herunterladbaren Inhalte enthalten.
Das Spiel ist AMD Eyefinity validiert.

## Downloadbare Inhalte
Ursprünglich als Vorbestellungs-Bonus-Download mit dem Hauptspiel bei dessen Veröffentlichung gebündelt, ist der erste herunterladbare Inhalt eine eigenständige, von der Hauptkampagne getrennte Einzelspieler-Mission mit dem Titel „Assassinate the Führer“. Die Mission beinhaltet ein alternatives historisches Szenario, bei dem Fairburne nach Salzburg geschickt wird, um ein Transportmittel abzufangen, um Adolf Hitler zu ermorden, bevor er per Zug aus dem Gebiet flieht. Nach der Veröffentlichung des Spiels wurde der DLC am 5. Juni 2012 für Spieler ohne Vorbestellung auf allen Plattformen veröffentlicht. Die zweite DLC-Mission ist „The Neudorf Outpost Pack“ und wurde am 20. September 2012 für den PC und am 18. Dezember 2012 für Konsolen veröffentlicht. Die Mission betrifft die Sprengung eines von Deutschland kontrollierten Treibstoffdepots im Harz und umfasst zwei neue exklusive Waffen. Die dritte DLC-Mission ist „The Landwehr Canal Pack“ und wurde am 18. Oktober 2012 veröffentlicht. Sie enthält drei neue Waffen. Die Mission erforderte die Ermordung mehrerer deutscher Generäle bei ihrem nächtlichen Treffen in Berlin, was eine Herausforderung darstellte und Planung erforderte. Gleichzeitig wurde über Steam kostenlos ein neuer Mehrspielermodus namens „Dog Tag Harvest Mode“ veröffentlicht, in dem Spieler erst Punkte sammeln, nachdem die Hundemarke eines gefallenen Soldaten gesammelt wurde. Die vierte DLC-Mission ist „St. Pierre“ wurde am 6. Februar 2013 veröffentlicht und enthält auch drei neue Waffen. Die Missionen beinhalten die Ermordung von „General Rodebrecht“, einem aufstrebenden Stern der deutschen Armee, dessen Tod das Blatt des Krieges für die Alliierten wenden könnte.
Am 7. November 2012 veröffentlichte Rebellion eine kostenlose „Multiplayer-Erweiterung“ für PC, PlayStation 3 und Xbox 360. Die neuen Online-Multiplayer-Modi unterstützen das Wettbewerbsspiel zwischen Spielern, einschließlich traditioneller Deathmatch- und Team-Deathmatch-Modi, und führen „distance king“ ein, sowohl solo als auch teambasiert, wobei der Erfolg der Spieler an der Schussentfernung gemessen wird. Ein anderer Modus ist „No Cross“, eine Variante der anderen Modi, bei denen Teams auf zwei Seiten einer Karte getrennt sind und nur Feuergefechte mit großer Reichweite erfordern. Zusätzlich zu den neuen Spieltypen wurden sechs neue Karten für den Mehrspielermodus hinzugefügt. Gleichzeitig wurde auch ein DLC veröffentlicht, der eine neue Auswahl an Waffen beinhaltet.

## Sniper Elite V2 Remastered
Developer Rebellion Developments gab im März 2019 bekannt, dass in diesem Jahr eine erweiterte Version des Spiels für Microsoft Windows, Nintendo Switch, PlayStation 4 und Xbox One veröffentlicht wird.
Im April 2019 hat Rebellion Developments bestätigt, dass der Remaster am 14. Mai 2019 veröffentlicht wird. Die neue Version enthält mehrere spielbare Charaktere (einschließlich der von Zombie Army Trilogy), aktualisierte Grafiken und einen Fotomodus für Screenshots.

## Rezeption
Sniper Elite V2 erhielt gemischte Kritiken auf Metacritic.
In einer Rezension für GamesRadar verglich Matt Hughes V2 mit dem ursprünglichen Sniper Elite in Bezug auf die Missionsstruktur und -vielfalt und stellte fest, dass „V2 die Ziele abwechslungsreich hält und Langeweile vermeidet, indem es die physische Reichweite des Spiels verdichtet und verfeinert“. In ähnlicher Weise lobte Nathan Meunier von IGN den Einzelspieler und meinte, dass er „eine zufriedenstellende Wanderung durch ein gut gestaltetes Gemisch von kriegszerrissenen Stadtlandschaften mit taktischen Möglichkeiten für Attentate und verdeckte Hinterlist liefert“. Während er den Multiplayer bemerkte, galt „Overwatch“ als herausragender Modus, „in dem der Multiplayer wirklich cool wird“, da „diese Missionen sorgfältige Zusammenarbeit erfordern und eine Menge Spaß machen“. In einer gemischten Reaktion war GameTrailers jedoch der Ansicht, dass die Qualität des Einzelspielers variiert, wo „die Dinge sich zum Schlechteren wenden, wenn man etwas anderes tut als Scharfschützen“, insbesondere in Bezug auf Stealth-Segmente im Nahbereich, die in der Rezension als „ein echter Hemmschuh“ angesehen wurden und „unerträgliches“ Trial-and-Error verursachen. In derselben Überprüfung waren sie jedoch der Ansicht, dass die Option, die Kampagne kooperativ zu spielen, „viele unserer Beschwerden behebt“.
Phil Savage von PC Gamer erhob Einwände gegen offensichtliche Ungereimtheiten zwischen den einzelnen Levels und sprach sich für die offeneren Missionen aus, die „mit dem Gefühl belohnen, dass sorgfältig durchdachter Unfug an Ort und Stelle kommt“, im Gegensatz zu engeren Levels, in denen „in diesen Momenten das Spiel sich in eine Popup-Schießbude verwandelt“. Savage lobte auch die „taktischen Systeme und die befriedigende Ballistik“ und kritisierte gleichzeitig die „unheimliche Feindsicht“.
Ein wiederkehrendes Merkmal, das in Bewertungen erwähnt wurde, war die „X-Ray Kill Cam“. Der Rezensent des Official Xbox Magazine, Chuck Osborne, sagte, dass es „die Reife-Bewertung des Spiels und unseren Applaus verdient“, während Tim Turi von Game Informer es das „herausragende Feature“ des Spiels nannte, das „nie alt geworden“ ist. GameSpot-Rezensent Chris Watters nannte das Feature „brutal und unentgeltlich (für manche vielleicht zu viel)“, genoss es aber dennoch als „herrlich blutiges“ Highlight. Marsh Davis von Eurogamer schloss sich dieser Ansicht an und stellte fest: „Seine Anziehungskraft ist definitiv krass, aber seltsamerweise geben diese Animationen dem Tod jedes Feindes auch eine gespenstische Bedeutung“.
Das Spiel wurde bei Steam eine halbe Million Mal verkauft.

## Nachfolger
Ein dritter Eintrag in der Sniper-Elite-Serie wurde im März 2013 angekündigt. Sniper Elite III spielt während des Zweiten Weltkriegs in Nordafrika und wurde als „ein Sandbox-Spiel“ beschrieben. Über die Wahl des Gameplays erklärte Kingsley: „Wir möchten, dass Sie das Gefühl haben, mit glaubwürdigen Szenarien zu tun zu haben, und dass Sie wirklich sinnvolle Entscheidungen treffen können, wie Sie diese angehen können.“